# Bardenac
Bardenac – miejscowość i gmina we Francji, w regionie Nowa Akwitania, w departamencie Charente.
Według danych na rok 1990 gminę zamieszkiwało 367 osób, a gęstość zaludnienia wynosiła 20 osób/km² (wśród 1467 gmin regionu Poitou-Charentes Bardenac plasuje się na 656. miejscu pod względem liczby ludności, natomiast pod względem powierzchni na miejscu 458.).